# Léo Ferré
Léo Ferré (24. srpna 1916 Monako – 14. července 1993 Castellina in Chianti) byl francouzský básník a šansoniér monegaského původu. Během své kariéry, která trvala téměř půl století, vydal přes čtyřicet dlouhohrajících desek.
Narodil se v Monaku, kde jeho otec pracoval jako vedoucí kasina, od dětství zpíval v chrámovém sboru, studoval na církevní škole, roku 1939 absolvoval Institut d'études politiques de Paris. Za války sloužil u alžírských střelců, v roce 1945, kdy pracoval v Radio Monte Carlo, se seznámil s Édith Piaf a na její radu začal působit jako písničkář v Paříži. Ve své tvorbě kombinoval hudbu s mluveným slovem, využíval také zvuk symfonického orchestru, který sám dirigoval, často zhudebňoval poezii autorů jako François Villon, Charles Baudelaire, Guillaume Apollinaire nebo Louis Aragon („L'affiche rouge“). Otevřeně se hlásil k anarchismu, na Charlese de Gaulla napsal posměšnou píseň „Mon General“. Jeho významnými skladbami jsou „Jolie Môme“, „C’est extra“ a „Avec le temps“. Byl mu udělen Řád čestné legie, který však odmítl přijmout.

## Diskografie
- 1953: Paris canaille
- 1954: Chansons de Léo Ferré
- 1954: Le Piano du pauvre
- 1956: Le Guinche
- 1956: Poète... vos papiers!
- 1957: Les Fleurs du mal
- 1957: La Chanson du mal-aimé
- 1958: Encore du Léo Ferré
- 1960: Paname
- 1961: Les Chansons d'Aragon
- 1962: La Langue française
- 1964: Ferré 64
- 1964: Verlaine et Rimbaud
- 1966: Léo Ferré 1916-19…
- 1967: Cette chanson (La Marseillaise)
- 1967: Léo Ferré chante Baudelaire
- 1969: L'Été 68
- 1969: Les Douze Premières Chansons de Léo Ferré
- 1970: Amour Anarchie
- 1971: La Solitude
- 1972: La Chanson du mal-aimé
- 1972: La Solitudine
- 1973: Il n'y a plus rien
- 1973: Et… basta!
- 1974: L'Espoir
- 1975: Ferré muet... dirige
- 1976: Je te donne
- 1977: La musica mi prende come l'amore
- 1977: La Frime
- 1979: Il est six heures ici et midi à New York
- 1980: La Violence et l'Ennui
- 1982: Ludwig-L'imaginaire-Le bateau ivre
- 1983: L'Opéra du pauvre
- 1985: Les Loubards
- 1986: On n'est pas sérieux quand on a dix-sept ans
- 1990: Les Vieux Copains
- 1991: Une saison en enfer